# متیو میتون
متیو میتون (انگلیسی: Mathieu Maton؛ زادهٔ ۱۹ ژانویهٔ ۱۹۸۱) بازیکن فوتبال اهل فرانسه است.
از باشگاه‌هایی که در آن بازی کرده‌است می‌توان به باشگاه فوتبال رویال یونیون سنت ژیل، باشگاه فوتبال لیل، و باشگاه فوتبال کن اشاره کرد.
وی همچنین در تیم ملی فوتبال زیر ۲۱ سال فرانسه بازی کرده‌است.